# Partyzanski
Partyzanski (biał. Партызанскі, ros. Партизанский, Partizanskij) – osiedle na Białorusi, w obwodzie mińskim, w rejonie wilejskim, w sielsowiecie Ilia. W 2019 liczyło 579 mieszkańców.